# 2021 у музиці
Ця стаття присвячена музичним подіям 2021 року.

## Річниці
- 270 років Дмитру Бортнянському,
- 245 років Степану Дегтяревському,
- 220 років Тимку Падурі,
- 205 років Антону Коціпінському, Денису Бонковському,
- 195 років Петру Любовичу,
- 185 років Сидору Воробкевичу, Порфирію Бажанському,
- 180 років Анатолю Вахнянину, Аполону Гуссаковському,
- 175 років Віктору Чечотту,
- 170 років Михайлу Калачевському,
- 165 років Данилу Крижанівському,
- 160 років Сигізмунду Зарембі, Івану Рачинському, Йосипу Карбульці,
- 155 років Григорію Давидовському, Григорію Алчевському, Ользі-Олександрі Бажанській-Озаркевич,
- 150 років Філарету Колессі, Ярославу Лопатинському,
- 145 років Федору Якименку,
- 140 років Миколі Рославцю,
- 135 років Михайлу Тележинському,
- 130 років Всеволоду Задерацькому, Миколі Недзвецькому,
- 125 років Віктору Косенку, Михайлу Вериківському, Іллі Віленському, Михайлу Алексєєву, Ярославу Барничу,
- 120 років Роману Сімовичу, Валентину Борисову, Євгену Юцевичу, Юрію Яцевичу,
- 115 років Григорію Фінаровському, Андрію Гнатишину, Людмилі Ярошевській,
- 110 років Давиду Гершфельду,
- 105 років Миколі Сильванському, Василю Уманцю, Ігору Білогруду,
- 100 років Костянтину Мяскову, Костянтину Скороходу, Олександру Левицькому, Ігору Ассєєву,
- 95 років Віталію Кирейку, Юрію Знатокову, Василю Загорському, Ігору Соневицькому, Валентину Сапєлкіну,
- 90 років Олександру Білашу,
- 85 років Віталію Годзяцькому, Володимиру Золотухіну, Євгену Дергунову, Олександру Красотову, Миколі Полозу, Віктору Шевченку, Валентину Іванову,
- 80 років Олександру Стецюку, Ігору Покладу, Ігору Мацієвському, Володимиру Сліпаку, Богдану Янівському, Іллі Богданюку,
- 75 років Володимиру Бистрякову, Геннадію Саську, В'ячеславу Лиховиду, Олександру Яворику, Петру Ладиженському, Олександру Некрасову,
- 70 років Віктору Степурку, Остапу Гавришу, Григорію Вереті, Богдану Котюку,
- 65 років Дмитру Гершензону, Юрію Кіцилі, Юрію Щелковському,
- 60 років Світлані Островій,
- 55 років Аллі Загайкевич,
- 50 років Івану Небесному, Григорію Немировському, Олексію Кабанову, Олені Леоновій,
- 45 років Євгену Петриченку, Богдану Сегіну, Роману Коляді, Світлані Азаровій.

## Події
- 12 травня — Премія YUNA (10-та церемонія вручення)
- 22 травня — фінал Євробачення

## Музичні альбоми
- Жива і не залізна (The Hardkiss)
- Ми (Джамала)
- О_х (Стас Корольов)
- Collections from the Whiteout (Бен Говард)
- Galas (alyona alyona)
- Justice (Джастін Бібер)
- The Highlights (The Weeknd)
- = (Ед Ширан)
- 30 (Адель)
- Бордерлайн (Земфіра)
- Красота и уродство (Oxxxymiron)
- Один в каное (Один в каное)
- Тернистий шлях (Тінь Сонця)
- Call Me If You Get Lost (Tyler)
- Call of the Wild (Powerwolf)
- Cavalcade (black midi)
- Dancing with the Devil... the Art of Starting Over (Демі Ловато)
- Dark Connection (Beast In Black)
- Happier Than Ever (Біллі Айліш)
- Jylhä (Korpiklaani)
- Monsters (Том Оделл)
- Noeasy (Stray Kids)
- Omega (Epica)
- Pussy Boy (Єгор Крід)
- Riddles, Ruins & Revelations (Sirenia)
- Road (Андрій Гуцуляк)
- Songs for the Drunk and Broken Hearted (Passenger)
- Svit (Kazka)
- The Best Is Yet to Come (Бонні Тайлер)
- The Bitter Truth (Evanescence)
- The Future Bites (Стівен Вілсон)
- The Highlights (The Weeknd)
- Voyage (ABBA)

## Засновані колективи
- Billlie
- IVE
- Kep1er
- Lightsum
- Silk Sonic
- The Smile
- Tri.be
- Xdinary Heroes

## Колективи, які розпалися
- HammAli & Navai
- неАнгели
- Ол.Ів.'Є
- Daft Punk
- The Fat Boys

## Померли
Січень
- 1 січня — Карлуш ду Карму, португальський співак у жанрі фаду.
- 2 січня — Сорокіна Тамара Опанасівна, радянська і російська співачка (сопрано) та педагог.
- 5 січня — Павлишин Стефанія Стефанівна, українська музикознавиця.
- 7 січня — Бісерка Цвеїч, югославська та сербська оперна співачка.
- 11 січня — Лисенко Аріадна Остапівна, українська піаністка.
- 16 січня — Філ Спектор, американський продюсер звукозаписів, музикант і автор пісень.
- 20 січня — Міра Фурлан, хорватська акторка театру, кіно, телебачення та співачка.
- 29 січня — Гілтон Валентайн, британський музикант.
- 30 січня
  - Йошпе Алла Яківна, радянська та російська естрадна співачка.
  - Sophie, шотландська музикантка, продюсерка, співачка, авторка пісень і диджейка.

Лютий
- 1 лютого — Синтія Тернер, мальтійська піаністка.
- 7 лютого — Атанас Косев, болгарський композитор і поет.

Березень
- 29 березня — Теодор Ламбрінос, американський оперний співак.